# Communauté de communes du Pays de Craon
La communauté de communes du Pays de Craon est une communauté de communes française, située dans le département de la Mayenne.

## Histoire
La communauté de communes est créée le 1er janvier 2015 par fusion des communautés de communes de la Région de Cossé-le-Vivien, du Pays du Craonnais et de Saint-Aignan - Renazé.

## Identité visuelle

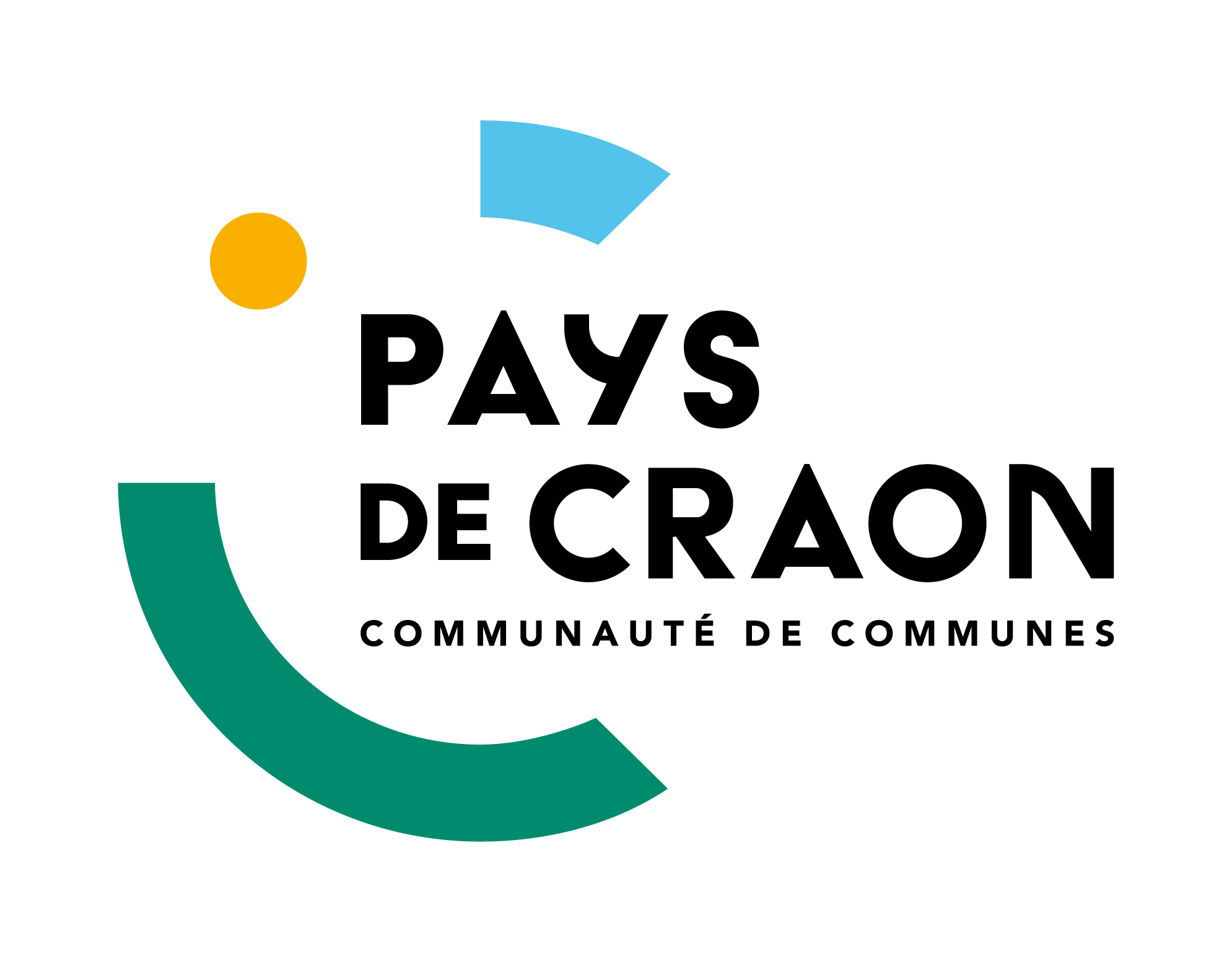
Logo actuel de l'intercommunalité.

## Territoire communautaire

### Géographie
Située au sud-ouest  du département de la Mayenne, la communauté de communes du Pays de Craon regroupe 37 communes et présente une superficie de 642,9 km2.

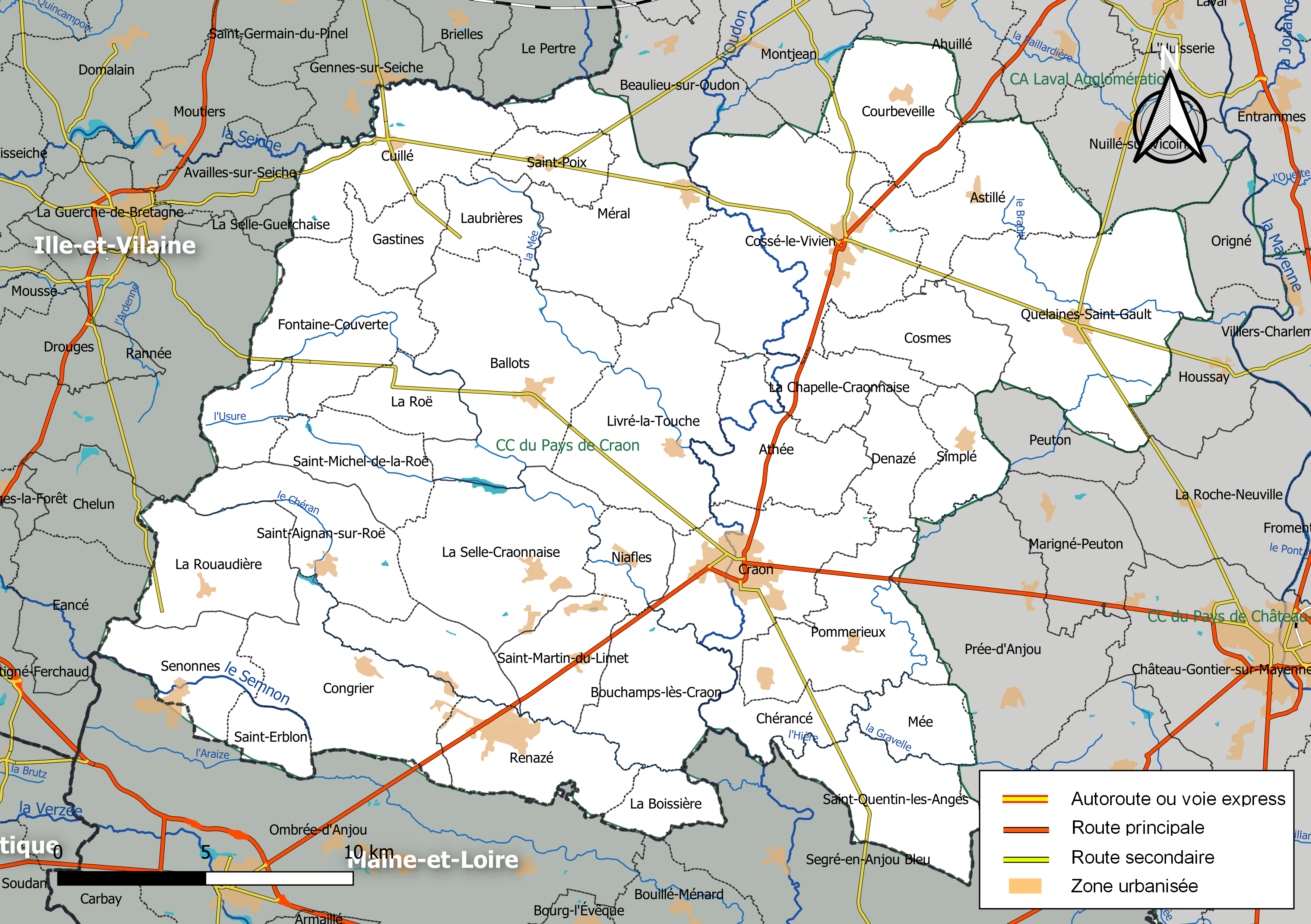
Carte de la communauté de communes du Pays de Craon au 1er janvier 2019.

### Composition

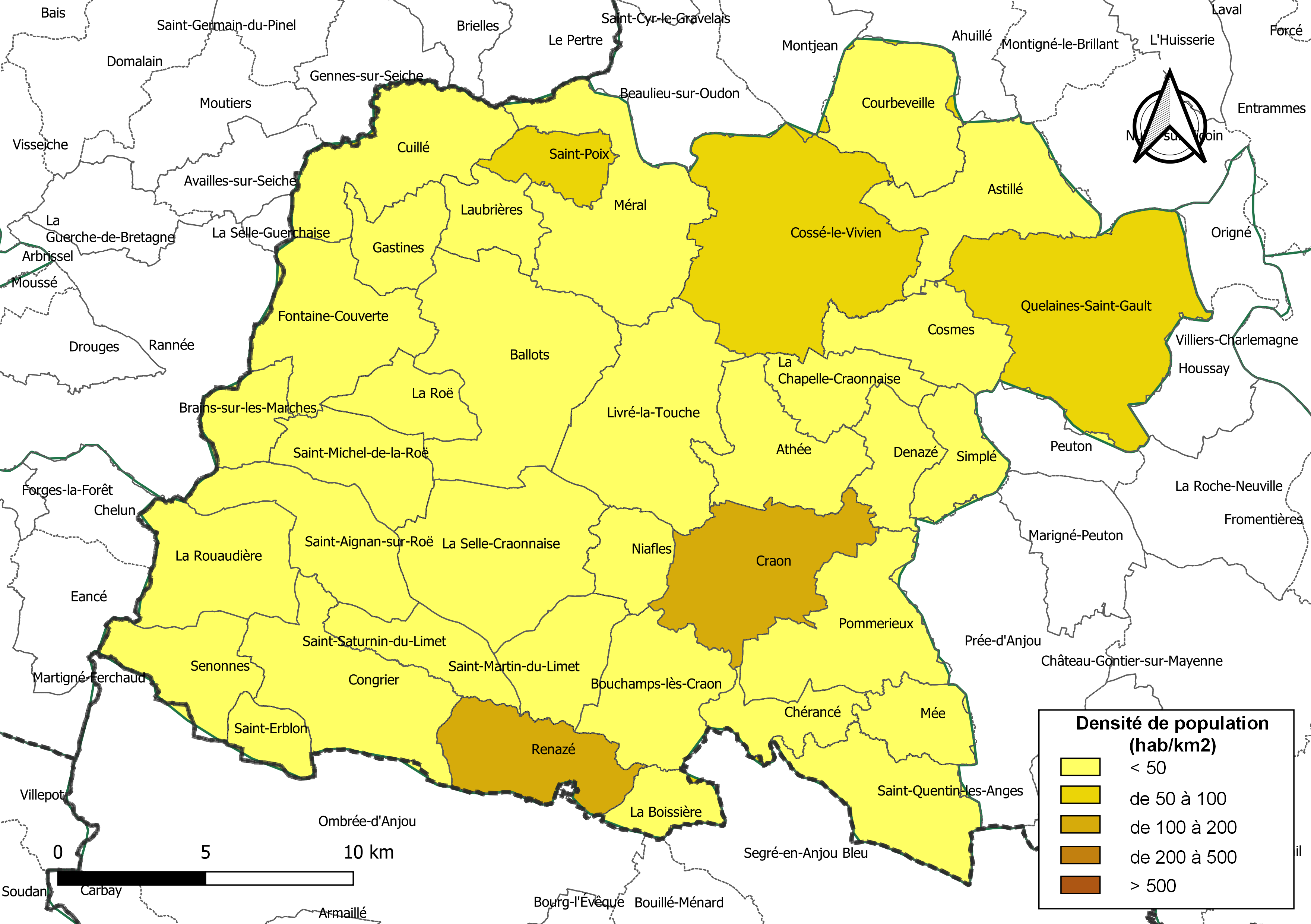
Carte des densités de population (millésimée 2016) des communes de la communauté de communes du Pays de Craon. Composition en communes au 1er janvier 2019.

La communauté de communes est composée des 37 communes suivantes :

| Nom                     | Code Insee | Gentilé           | Superficie (km2) | Population (dernière pop. légale) | Densité (hab./km2) |
| ----------------------- | ---------- | ----------------- | ---------------- | --------------------------------- | ------------------ |
| Craon (siège)           | 53084      | Craonnais         | 24,56            | 4 415 (2022)                      | 180                |
| Astillé                 | 53011      | Astilléens        | 20,73            | 887 (2022)                        | 43                 |
| Athée                   | 53012      | Athéens           | 17,23            | 453 (2022)                        | 26                 |
| Ballots                 | 53018      | Balloçais         | 36,01            | 1 298 (2022)                      | 36                 |
| La Boissière            | 53033      | Buxériens         | 6,32             | 116 (2022)                        | 18                 |
| Bouchamps-lès-Craon     | 53035      | Boucannais        | 18,15            | 611 (2022)                        | 34                 |
| Brains-sur-les-Marches  | 53041      | Brennois          | 7,68             | 276 (2022)                        | 36                 |
| La Chapelle-Craonnaise  | 53058      | Capello-Craonnais | 10,32            | 315 (2022)                        | 31                 |
| Chérancé                | 53068      | Chérancéens       | 8,73             | 155 (2022)                        | 18                 |
| Congrier                | 53073      | Congriéens        | 24,28            | 919 (2022)                        | 38                 |
| Cosmes                  | 53075      | Cosméens          | 13,68            | 298 (2022)                        | 22                 |
| Cossé-le-Vivien         | 53077      | Cosséens          | 44,41            | 3 208 (2022)                      | 72                 |
| Courbeveille            | 53082      | Courbeveillais    | 18,02            | 633 (2022)                        | 35                 |
| Cuillé                  | 53088      | Cuilléens         | 21,66            | 853 (2022)                        | 39                 |
| Denazé                  | 53090      | Denazéens         | 9,3              | 184 (2022)                        | 20                 |
| Fontaine-Couverte       | 53098      | Fontainois        | 21,65            | 423 (2022)                        | 20                 |
| Gastines                | 53102      | Gastinais         | 8,85             | 166 (2022)                        | 19                 |
| Laubrières              | 53128      | Laubertins        | 8,31             | 322 (2022)                        | 39                 |
| Livré-la-Touche         | 53135      | Livréens          | 30,08            | 728 (2022)                        | 24                 |
| Mée                     | 53148      | Méens             | 8,75             | 230 (2022)                        | 26                 |
| Méral                   | 53151      | Méralais          | 29,5             | 1 075 (2022)                      | 36                 |
| Niafles                 | 53165      | Niaflais          | 8                | 347 (2022)                        | 43                 |
| Pommerieux              | 53180      | Pomméroliens      | 23,2             | 659 (2022)                        | 28                 |
| Quelaines-Saint-Gault   | 53186      | Quelainais        | 42,25            | 2 141 (2022)                      | 51                 |
| Renazé                  | 53188      | Renazéens         | 16,72            | 2 506 (2022)                      | 150                |
| La Roë                  | 53191      | Roériens          | 8,76             | 250 (2022)                        | 29                 |
| La Rouaudière           | 53192      | Roaldériens       | 19,02            | 311 (2022)                        | 16                 |
| Saint-Aignan-sur-Roë    | 53197      | Saint-Aignannais  | 18,19            | 934 (2022)                        | 51                 |
| Saint-Erblon            | 53214      | Saint-Erblonnais  | 5,68             | 154 (2022)                        | 27                 |
| Saint-Martin-du-Limet   | 53240      | Martinais         | 12,36            | 425 (2022)                        | 34                 |
| Saint-Michel-de-la-Roë  | 53242      | Michelois         | 13,22            | 255 (2022)                        | 19                 |
| Saint-Poix              | 53250      | Paternais         | 7,38             | 391 (2022)                        | 53                 |
| Saint-Quentin-les-Anges | 53251      | Saint-Quentinois  | 17,81            | 475 (2022)                        | 27                 |
| Saint-Saturnin-du-Limet | 53253      | Saturnois         | 10,7             | 518 (2022)                        | 48                 |
| La Selle-Craonnaise     | 53258      | Sellois           | 29,17            | 901 (2022)                        | 31                 |
| Senonnes                | 53259      | Senonnais         | 13,13            | 376 (2022)                        | 29                 |
| Simplé                  | 53260      | Simpléens         | 9,1              | 386 (2022)                        | 42                 |

### Démographie
| 1968   | 1975   | 1982   | 1990   | 1999   | 2010   | 2015   | 2021   |
| ------ | ------ | ------ | ------ | ------ | ------ | ------ | ------ |
| 29 025 | 27 615 | 27 548 | 27 112 | 26 729 | 28 435 | 28 629 | 28 639 |

## Administration

### Siège
Le siège de la communauté de communes est à Craon, 1 rue Buchenberg.

### Conseil communautaire
Les 58 conseillers titulaires sont ainsi répartis selon le droit commun comme suit :
| Nombre de conseillers | Communes                                                                    |
| --------------------- | --------------------------------------------------------------------------- |
| 7                     | Craon                                                                       |
| 5                     | Cossé-le-Vivien                                                             |
| 4                     | Renazé                                                                      |
| 3                     | Quelaines-Saint-Gault                                                       |
| 2                     | Ballots, Congrier, Cuillé, La Selle-Craonnaise, Méral, Saint-Aignan-sur-Roë |
| 1                     | Les autres communes                                                         |

### Élus
La communauté de communes est administrée par son conseil communautaire constitué en 2020 de 58 conseillers communautaires, qui sont des conseillers municipaux représentant chacune des communes membres.
À la suite des élections municipales de 2020 dans la Mayenne, le conseil communautaire du 9 juillet 2020 a élu son président, Christophe Langouët, maire de Cossé-le-Vivien, ainsi que ses 11 vice-présidents. Depuis cette date, la liste des vice-présidents est la suivante :
|     | Attributions                                                     | Identité            | Qualité                                  |
| --- | ---------------------------------------------------------------- | ------------------- | ---------------------------------------- |
| 1er | Aménagement du territoire, mobilité et politiques contractuelles | Dominique Guineheux | Maire de Saint-Quentin-les-Anges         |
| 2e  | Économie, emploi, agriculture et très haut débit                 | Daniel Gendry       | Maire de Niafles                         |
| 3e  | Action sociale, santé et CIAS                                    | Philippe Guiard     | 1er adjoint au maire de Craon            |
| 4e  | Finances et commande publique                                    | Maxime Chauvin      | 1er adjoint au maire de Ballots          |
| 5e  | Communication                                                    | Gaétan Chadelaud    | Maire de La Roë                          |
| 6e  | Environnement, eau et assainissement                             | Richard Chamaret    | Maire de Méral                           |
| 7e  | Culture                                                          | Édit Ragaru         | Conseillère municipale déléguée de Craon |
| 8e  | Équipements sportifs et tourisme                                 | Dorinne Baloche     | Maire de Renazé                          |
| 9e  | Bâtiments et logement                                            | Gérard Lecot        | Maire de La Chapelle-Craonnaise          |
| 10e | Voirie et ordures ménagères                                      | Pierrick Gilles     | Maire de Saint-Michel-de-la-Roë          |
| 11e | Famille                                                          | Jean-Eudes Gaubert  | Maire de Bouchamps-lès-Craon             |

Ensemble, ils forment le bureau communautaire pour la période 2020-2026.

### Liste des présidents
| Période         | Période        | Identité            | Étiquette   | Qualité                                                                                  |
| --------------- | -------------- | ------------------- | ----------- | ---------------------------------------------------------------------------------------- |
| 9 décembre 2014 | 9 juillet 2020 | Patrick Gaultier    | DVG         | Maire de Renazé (2008 → 2025)                                                            |
| 9 juillet 2020  | En cours       | Christophe Langouët | DVD LREM-RE | Maire de Cossé-le-Vivien (2014 → ) Conseiller départemental de Cossé-le-Vivien (2015 → ) |

### Régime fiscal et budget
La communauté de communes est un établissement public de coopération intercommunale à fiscalité propre.
Afin de financer l'exercice de ses compétences, l'intercommunalité perçoit la fiscalité professionnelle unique (FPU) – qui a succédé à la taxe professionnelle unique (TPU) – et assure une péréquation de ressources entre les communes résidentielles et celles dotées de zones d'activité.